# 大分弁
大分弁（おおいたべん）又は大分方言（おおいたほうげん）は、九州地方の大分県で話されている日本語の方言である。

## 分類
大分弁（大分方言）は、以下の分類体系に位置づけられる。
- 九州方言
  - 豊日方言 - 福岡県東部、大分県全体及び宮崎県の大半（旧豊前国、豊後国、日向国）で話される方言[注 1]。
    - 両豊方言 - 豊日方言のうち、福岡県東部及び大分県全体（旧豊前国・豊後国）で話される方言[注 2]。
      - 大分弁（大分方言） - 大分県全体で話される方言。

## 概要・区画
大分弁は全体として中国方言や四国方言との共通性が目立ち、九州方言の中ではやや異質な方言であると言える。例えば、肥筑方言に特徴的な接続助詞「ばってん」、形容詞のカ語尾、終助詞「ばい」「たい」を使用しない（日田市などの西部を除く）。アクセントは外輪東京式アクセントである。
大分県の方言は、音韻や語法、文法の違いから、以下の5つの小区分を立てることができる。
1. 東北海岸方言（国東半島東部）
2. 南部海岸方言（津久見市南部～佐伯市の豊後水道沿岸部）
3. 西部方言（日田市・玖珠郡の大部分・中津市山国町）
4. 北部方言（1の地域を除く別府市以北）
5. 南部方言（2の地域を除く大分市以南）

このうち西部方言には肥筑方言との共通性が見られ、終助詞の「ばい・たい」、準体言助詞の「～つ（と）」が分布する。特に日田地方の方言（日田弁）は、逆接の接続詞「ばってん」の使用、「よい・ない」の2語の終止形のカ語尾、アクセント体系でも肥筑方言と共通する上、多くの語彙を共有する。
東北海岸方言と南部海岸方言は、音韻的な特徴が共通している。

## 音韻

### 子音の特徴
「て」を「ちぇ」、「で」を「ぢぇ/じぇ」と言う傾向があり、大分弁の特徴である。特に、助詞の「て」を「ちぇ」、あるいは「ち」と言う（例）あん2人結婚したっちよ（あの2人結婚したってよ）、「ちょっと聞いちくり」（ちょっと聞いてくれ）、「待っちくり」（待ってくれ）。格助詞の「で」も「じぇ」または「じ」となる（例）店じ会うた（店で会った）。また「え」を「いぇ[je]」、「せ」を「しぇ[ʃe]」、「ぜ」を「じぇ[ʒe]」と言うのは九州方言一般に共通するが、大分県ではこれ以外のエ段音も口蓋化の傾向がみられる。
撥音（ん）の後にア行・ヤ行・ワ行音が来たときに、ナ行音に変わるナ行連声が残存する地域がある。特に、助詞「を」「は」において多くの地域で聞かれる。例：「みかんは」→「みかんな」、「本を」→「ほんの」「ほんぬ」
日田・玖珠地方を除くほぼ全域で、ザ行音とダ行音の混同があり、特に「ざ」→「だ」、「ぞ」→「ど」が著しい。 例：「ぞうきん」→「どうきん」。ダ行音とラ行音を混同する地域もある（例）「からだ」（体）→「かだら」、「原田（はらだ、苗字）」→「はだら」。
「つ tsu」を「とぅ tu」と発音する（例）「つまらん」→「とぅまらん」。中年以上でこの発音をする人が時折おり、古音の残存と考えられる。また「じ」と「ぢ」、「ず」と「づ」の四つ仮名を区別する地域があり、西部の日田・玖珠地域と南部の佐伯市・豊後大野市付近が中心である。また、玖珠地方から宇佐市・中津市にかけて、「じ」と「ぢ」は区別しないが「ず」と「づ」を区別する地域がある。
共通語と異なり、大分方言にはガ行鼻濁音はない。
ワがアに変わる地域があり、ワが全くない地域もある（例）「まあた」（真綿）、「あら」（藁）。豊後水道沿岸の一部や豊前沿岸部が中心。
クヮkwa、グヮgwaの音が聞かれる（例）「くゎじ」（火事）、「しょーぐゎとぅ」（正月）。ただし豊前沿岸部と津久見市以南の沿岸部にはない。高齢層が中心。
「鉄道」→「てっどー」、「国語」→「こっご」のような、濁音前での促音化は、県北半で多い。

### 母音の特徴
語中・語尾の母音i、uの無声化や脱落化があり、特に日田・玖珠地方と豊前海岸部で著しい。

### 連母音の融合
大分方言では以下の連母音融合が発生する。山間部の主に高齢層では、連母音融合により生じたイ段・エ段長音では、元の子音が保たれ、口蓋化が起こらない。また連母音融合によるeː、iːには、直前にwが挿入されることがある。
1. ai → eː　例：「辛い」→「カレー」、「浅い」→「アセー」「アシェー」、「挨拶」→「ウェーサツ」
2. ui → iː　例：「明るい」→「アカリー」、「熱い」→「アティー」「アチー」
3. ei → iː　例：「姪」→「ミー」※「警察」「英語」のような比較的新しい語では、eiのまま発音される。
4. oi → iː。国東半島東部・県南部海岸部ではeː。　例：「黒い」→「クリー」「クレー」

九州他地域と同じく、古い「ou」「eu」に由来する音（合音）が、それぞれ「uː」「juː」となる。たとえば「うーかぜ」（大風、おほかぜ）、「きゅー」（今日、けふ）など。ただし国東半島東部および南部海岸部では共通語と同じく「oː」「joː」となっている。

### アクセント
大分方言のアクセント体系は、大部分の地域が外輪東京式アクセントに分類される。
日田市の大部分は型区分の少ない東京式の変種アクセント（筑前式アクセントに類似）に分類され、熊本県側にせり出す形で位置する同市旧上津江村・旧中津江村は無アクセントとされており、他地域とは大きく対立する。

#### 共通語と異なるアクセントの語
左が共通語、右が大分市における伝統的なアクセントである。太字部分がピッチが高くなる部分で、それがない語は平板型とする。
- や：や「矢」
- おの：おの「斧」
- くも：くも「雲」
- のみ：のみ「蚤」
- ふく：ふく「服」
- あいだ：あいだ「間」
- あわび：あわび「鮑」
- いたち/いたち：いたち「鼬」
- おばさん：おばさん「小母さん」　※叔母、伯母の意味では共通語と同じアクセント
- かわら：かわら「瓦」
- きもの：きもの「着物」
- きんじょ：きんじょ「近所」
- たばこ：たばこ「煙草」
- ちよこ：ちよこ「千代子」（固有名詞　美代子、春子など、三文字の名前はこのようなアクセントとなりやすい）
- つつじ/つつじ：つつじ「躑躅」
- はたち：はたち「二十歳」
- ゆうべ:ゆうべ「夕べ」
- わらび:わらび「蕨」
- さく：さく「咲く」
- ぬく：ぬく「抜く」
- はいる：はいる「入る」
- おおい：おおい「多い」
- 2拍名詞第2類で共通語は尾高型、大分方言では平板型になる。このことから外輪型東京式に分類される。
  - いし:いし「石」、いわ：いわ「岩」、その他「歌」「紙」「川」「旅」「寺」「梨」「夏」「橋」「旗」「肘」「冬」「町」「胸」「村」「雪」
- 3拍名詞第5類は共通語が頭高型、大分方言では中高型が多くなる。
  - もみじ：もみじ「紅葉」、いのち：いのち「命」、その他「姿」「朝日」「涙」
  - （例外）あぶら：あぶら「油」、はしら/はしら：はしら「柱」、たすき：たすき「襷」
- 3拍名詞第6類は共通語が平板型、大分方言では頭高型が多くなる。
  - ねずみ：ねずみ「鼠」、うさぎ：うさぎ「兎」、その他「鰻」「狐」「雲雀」「雀」「蚯蚓」
  - （例外）せなか：せなか「背中」、みさお：みさお「操」
- 3拍名詞第7類も共通語が平板型、大分方言では頭高型が多くなる。
  - いちご：いちご「苺」、うしろ：うしろ「後ろ」、その他「鯨」「薬」「盥」

## 文法

### 用言の活用

#### 動詞
ナ行変格活用が残存している（ただし、「往（い）ぬ」は標準語では用いない）。
| 基本形                 | 方言   | 活用形 | 活用形 | 活用形 | 活用形 | 活用形 | 活用形    |
| 基本形                 | 方言   | 未然形 | 連用形 | 終止形 | 連体形 | 仮定形 | 命令形    |
| ---------------------- | ------ | ------ | ------ | ------ | ------ | ------ | --------- |
| 死（し）ぬ・往（い）ぬ | 標準語 | -な    | -に    | -ぬ    | -ぬ    | -ね    | -ね       |
| 死（し）ぬ・往（い）ぬ | 大分弁 | -な    | -に    | -ぬる  | -ぬる  | -ぬら  | -ね・によ |
| 死（し）ぬ・往（い）ぬ | 古語   | -な    | -に    | -ぬ    | -ぬる  | -ぬれ  | -ね       |

古語における上二段活用・下二段活用動詞（・助動詞）の残存がみられる。ただし終止形は連体形と同じ形を用いる。県南部では、上二段の下二段化があり、例えば「起きる」は「おけん」（起きない）、「おけた」（起きた）、「落ちる」は「おてん」（落ちない）、「おてた」（落ちた）となっている。
| 基本形       | 方言   | 活用形 | 活用形 | 活用形 | 活用形 | 活用形 | 活用形      |
| 基本形       | 方言   | 未然形 | 連用形 | 終止形 | 連体形 | 仮定形 | 命令形      |
| ------------ | ------ | ------ | ------ | ------ | ------ | ------ | ----------- |
| 見（み）える | 標準語 | -え    | -え    | -える  | -える  | -えれ  | -えろ・えよ |
| 見（み）える | 大分弁 | -え    | -え    | -ゆる  | -ゆる  | -ゆれ  | -えろ・えよ |
| 見（み）ゆ   | 古語   | -え    | -え    | -ゆ    | -ゆる  | -ゆれ  | -えよ       |
| れる         | 標準語 | れ     | れ     | れる   | れる   | れれ   | れろ・れよ  |
| れる         | 大分弁 | れ     | れ     | るる   | るる   | るれ   | れろ・れよ  |
| る           | 古語   | れ     | れ     | る     | るる   | るれ   | れよ        |

標準語の上一段活用・下一段活用動詞が、一段活用と五段活用との混合した活用をする。
| 基本形     | 方言   | 活用形 | 活用形 | 活用形 | 活用形 | 活用形 | 活用形     |
| 基本形     | 方言   | 未然形 | 連用形 | 終止形 | 連体形 | 仮定形 | 命令形     |
| ---------- | ------ | ------ | ------ | ------ | ------ | ------ | ---------- |
| 見（み）る | 標準語 | み     | み     | みる   | みる   | みれ   | みろ・みよ |
| 見（み）る | 大分弁 | みら   | み     | みる   | みる   | みら   | みれ・みよ |

肥筑方言同様、一段活用動詞がラ行五段活用化する傾向があり、特に未然形においてその現象が頻出する。
例：寝らん、出らん、着らん、似らん、見らん、起きらん、通じらん
また、否定形のみでなく、使役の場合の未然形にもその現象が起きやすい。
例：寝らせる、出らせる、着らせる、似らせる、見らせる、食べらせる

##### 音便
動詞連用形の音便には、以下のような共通語との違いがある。
ウ音便
1. ワ行五段活用動詞の連用形：ウ音便　例：「オモータ」（思った）、「ソロータ」（揃った）
  1. 語幹の末尾がア段の場合には、オ段への変化を伴う。例：「コータ」（買った）、「モロータ」（貰った）

2. バ・マ行五段活用動詞の連用形：ウ音便※　例：「アソーダ」（遊んだ）、「ヨーダ」（読んだ）
3. 形容詞の連用形：ウ音便　例：「赤くて」→「アコーテ」、「高くて」→「タコーテ」

イ音便
1. サ行五段活用動詞の連用形：イ音便※　例：「差した」→「サイタ」、「貸した」→「カイタ」

語幹の末尾がオ段の場合には、イ段への変化を伴う。例：「残した」→「ノキータ」、「戻した」→「モヂータ」
注：※を付した音便は、高齢者しか使わなくなってきている。

#### 形容詞
大分方言では共通語と同じく、形容詞の終止形・連体形を「-い」で結ぶ（イ語尾）。ただし、日田市では「よい」「ない」の2語のみ終止形に「よか」「なか」が用いられる場合がある。形容詞の活用には標準語といくつかの相違点がある。
| 基本形       | 方言   | 活用形      | 活用形                    | 活用形 | 活用形      | 活用形                       |
| 基本形       | 方言   | 未然形      | 連用形                    | 終止形 | 連体形      | 仮定形                       |
| ------------ | ------ | ----------- | ------------------------- | ------ | ----------- | ---------------------------- |
| 寒（さむ）い | 大分弁 | さむかろ-う | さむかっ-た、 さむう-なる | さむい | さむい-とき | さむけり-ゃー /さむかり-ゃー |

- 連用形は、共通語「さむくなる」に対して大分方言では「さむうなる」とウ音便になる。
- 仮定形は、共通語「さむければ」に対して大分方言では「さむけりゃー」となる。また、より古形とされる「さむかりゃー」も用いられる。

#### 形容動詞
大分方言での形容動詞活用形は以下の通りである。
| 基本形       | 方言   | 活用形            | 活用形                                              | 活用形                  | 活用形        | 活用形                       |
| 基本形       | 方言   | 未然形            | 連用形                                              | 終止形                  | 連体形        | 仮定形                       |
| ------------ | ------ | ----------------- | --------------------------------------------------- | ----------------------- | ------------- | ---------------------------- |
| 静（しず）か | 大分弁 | しずかじゃろ-う、 | しずかじゃっ-た、 しずかに-なる、 しずかで-あります | しずか-じゃ、 しずか-な | しずかな-とき | しずかなり-ゃ （しずかなら） |

大分方言は標準語の形容動詞「きれいだ」「おっくうだ」などの語を欠き、代わりに形容詞の「うつくしい」「よだきい」を用いる他、形容動詞の多くの語が形容詞としても活用する点が特徴である。
- 大分方言では形容詞として活用する形容動詞の代表的な語彙

「四角だ→しかきい」「真っ青だ→まっさいい」「横着だ→おうちゃきい」「賑やかだ→にぎやけえ」「気の毒だ→きのどきい」「真っ直ぐだ→まっすぎい」など。

### 助動詞
動詞に付く否定の助動詞は「ん」。「…ないで」にあたる否定中止には、「行かんで」「行かんじ」のように「んで」「んじ」を用いる。過去否定（…なかった）には、県北山間部および南部に「ざった」があるが、古い形であり、現在は「んじゃった」、若い世代を中心に「んかった」を使う。
全県で用いられる断定表現は「～じゃ」であるが、若年層を中心に「～や」の使用が急速に普及している。
1. じゃけん/じゃき⇒やけん/やき

#### 可能表現の使い分け
西日本各地の方言と同様に、状態可能と能力可能の表現を使い分けるが、大分弁においては、状態可能表現が主観と客観によってさらに二分化され、あわせて3種類の使い分けがなされている。
1. 「食べらるる」→（腐っていないから）食べることができる。（＝状態可能/客観）
2. 「食べれる」→（まだ満腹ではないので）食べることができる。（＝状態可能/主観）[要検証 – ノート]
3. 「食べきる」→（苦手だったりお腹をこわす人もいるけれども、自分は）食べることができる。（＝能力可能）

不可能を表す場合には、上記を否定形で用いる。
「食べられん」（＝状態不可能/客観）、「食べれん」（＝状態不可能/主観）、「食べきらん」（＝能力不可能）
「食べれる」の形は「ら抜き言葉」といわれる若者言葉ではなく、かなり古くからみられた（例）見る→見れる。ただし、大分弁のら抜き言葉は「状態可能（主観）」のみしか表さず、単に「可能」全般の意味を表すわけではない。
例 - まだ満腹やないけん食べれる（まだ満腹ではないから食べられる）
誤例 - (*)そんケーキはまだ賞味期限が切れちょらんき食べれるで　→この場合は状態可能（客観）を表す「食べらるる」が正しい。
南部の海岸部では、「きる」を使わずに、「よー」+動詞または「えー」+動詞の形で能力可能を表す。

#### 「-よる」と「-ちょる」の使い分け
西日本各地の方言に共通して見受けられる、動作の進行・継続を表す「-よる」と、状態の完了・継続・結果を表す「-ちょる」の2種類のアスペクト表現が大分弁にも存在する。「-よる」は「-よん」、「-ちょる」は「-ちょん」に変化することもある。
1. さっきから雨が降りよるなぁ。→さっきから雨が降っているね（今も降っている）（＝進行・継続）
2. いつん間にか雨が降っちょるなぁ。→いつの間にか雨が降っているね（今はもう上がっている）（＝完了・存続・結果）

### 助詞
主格の格助詞「が」は、北部で「ぐ」、南部で「い」に変化する場合がある（例）雨い降りよる（＝雨が降っている）。対格（を）は普通、「酒を」→「さきゅー」、「花を」→「はのー」、「年を」→「としゅー」のように、名詞と融合して発音される。国東東部では「花を」→「はなー」、国東東部・県南沿岸部では「酒を」→「さきょー」となる。ただし名詞語尾が長音の場合や名詞が1拍の場合は融合せず「お」と発音する。方向・方位を表すには、「へ」は用いず「に」を使うが、これが「い」に変化し、さらに「を」と同じく名詞と融合する（例）「大分に」→「おいてー」。これも名詞語尾が撥音・長音の場合や名詞が1拍の場合は「に」のまま。帰着点を含まない方向・方位を表すには、「さめ」「さね」「どり」「どぅり」「んごつ」などを用いる。動作・行為の目標を表すのに、動詞連用形＋「げ（ー）」を県北半分で使う。
「の」「のもの」にあたる準体助詞は、九州で広く「と」を使うが、大分県では西部の日田・玖珠地方・中津市山間部で「と」「つ」を使う以外は、北部の中津市・宇佐市・豊後高田市付近で「のん」、それ以外の地域で「の」を用いる。
原因・理由を表す接続助詞は、「き」「きー」「けー」「けん」が使われる（例）眠かったき何もしちょらん（眠かったから何もしていない）。県北には「なきー」、国東東部には「ほどに」に由来する「ほで」、南部山間部の一部に「によって」に由来する「のっちぇ」がある。逆接の接続助詞には、「けんど」「けんどん」「けどが」「けんどが」などを使う。日田市では肥筑方言系の「ばっちぇん」も使われる。
- 「～っちゃ」- 文の内容を強調したい時に語尾につける。（例）違うっちゃ！俺はやっちょらんっちゃ！（違うって！俺はやってないって！）
- 「～に」-　標準語でいう「～だよ」に近い。（例）まだ宿題してないに（まだ宿題してないんだよ）
- 「～にから」-「～のに」　（例）せっかくしちょったにから（せっかくしておいたのに）
- 「～やに」-「～に」と使い方はほぼ同じ。（例）あんたの事が好きやに（あなたの事が好きなんだよ）
- 「～かえ」-標準語の「～かい？」や「～しなさい」に近い。ただ若い人は使わない人が多い。（例）元気かえ？（元気かい？）　使ったらちゃんと直さんかえ（使ったらちゃんと片付けなさい）
- 「～かや」-標準語でいう「～のか」にあたる。　（例）宿題したんかや（宿題をしたのか）
- 「が」-強調の意味をもつ。怒りの気持ちを込めて使われる場合も多く、「～ちゃ」に近い。　（例）もう作りよるが（もう作っているぞ）
- 「～かり」-助詞「～から」にあたる。
- 「～まじ」-助詞「～まで」にあたる。
- 「そげえ」「どげえ」「こげえ」「あげえ」-「そんな」「どんな」「こんな」「あんな」

## 代表的な語彙
太字部分にアクセント。

### あ行
- あいい／あええ：青い。
- あたる：さわる。
- あど：踵。
- あぼ：餅。
- あゆる：強風などで、枝についている実が落ちてしまうこと。
- あらきい／あらけねえ：荒っぽい。
- あんし：「あの人」の意味。「し」は衆で、関西方面の一部で男衆（おとこし）と発音することとの近似が認められる。
- いいちこ：県北部で使われる（中津弁）。「ちこ」は強意の接尾辞。同名の麦焼酎「いいちこ」も三和酒類より発売されている。
- いかずとうきょうべん：気取って、普段の会話も共通語で話そうとする人を馬鹿にする言葉。
- いかちい：「（性格が）悪い」のほうの「おろいい」とほぼ同じで、県北で使う。なお、「おろいい」「いかちい」はそんなに深い意味はなくても、会話の中で冗談交じりに「あんたおろいいわあ」などと使うものであり、その場合は別に人格を否定しているわけではない。ただし第三者をさして「～はおろいい」などと言う場合は別である。
- いっすんずり：渋滞がひどいさま。少し動いては止まりを繰り返す様子。
- いっちかっち：マテバシイ、イチイガシなど、アク抜きをせずに食べられるどんぐりの類。
- いど：お尻（女性がつかう言葉）
- いびしい／いびしげねえ：汚い、気味悪い
- いやり／いあり：蟻。「家蟻」が訛ったもので、食物等を狙って家の中に侵入してくる蟻を指して言う。
- うたちい：汚い、不潔だ
- ええらしい：「かわいい」の意味。しばしば「えらしい」と発音される。
- えのは：ヤマメ（魚の名）。
- おいさん、おばさん、：親しみをこめた呼びかけ。
- おくど：釜戸。
- おじい／おでえ／おぞい／おどい：怖い
- おじゃみ：お手玉
- おっさん：和尚さん。
- おっとろしい：「恐ろしい」の意味。
- おっとろしゅなこつ：「すごいなあ」の意味の感嘆の言葉。
- おっとろっしゃのう：上に同じ。
- おらぶ：「叫ぶ」の意味。
- おろいい：北部や日田では「古い」、杵築市などでは「（性格が）悪い」の意。北部では「ずるい」の意でも用いられる。
- おんぼ/おっぽ：おんぶ。

### か行
- かく：（大きなものを）持つ、担ぐ
- かたぐる：荷物などを担う。
- ～するかたで：～しながら。
- かたる：参加する・仲間に入る。幼児が「かーてーて（仲間に入れて）」と言うなど、広く使われている。
- かちこわす：「かち」は強意で、「（ばらばらになるほど）ひどく壊す」の意味。
- かって：借りて（例：タオルをかってくる→タオルを借りてくる）　※「買ってくる」の場合は「こうてくる」と言う。
- かてる：参加させる・仲間に入れる
- かやす：コップなどを間違えて倒したり、液体などをこぼすこと。また、物を裏返したりすること。大分県人が方言だと気づいていない単語の代表格。
- かるう：「（荷を）担う」の意味。背負う。全ての世代で使われる。大分県人が方言だと気づいていない単語の代表格。
- きちい：きつい、激しい、辛い、疲れた、具合が悪い　※しばしば「きてぃ」と発音される。
- きな：黄色
- きのどきい：気の毒だ。形容動詞「気の毒」が形容詞化されたもの。転じて、「恐縮です」「かたじけない」の意味で用いられる。　※大分弁では形容動詞を形容詞化する現象が盛んである（例：横着だ⇒横着ぃ）。
- きばる：用意周到に支度をする、頑張る、力を入れる。
- きいねえ：黄色い
- きびがいい：いい気味だ。
- ぎゅうらし：「仰らしい」。仰々しい。
- くで：傷が入って売り物にならない果物など。
- くびる：「結ぶ」の意味。
- くゆる：崩れる。
- くりい：黒い
- げ：軒の意味。
- けしょうもしれん：「話題にする価値もない」という意味。
- けっちゃらきい：とにかく嫌で嫌で仕方がないときに使う。「誰々さんはけっちゃらきい」などとは言わずに、半ば独り言のように使う言葉である。これもほとんど聞かなくなった。
- げってん：性根が曲がっている。
- こき：ここ。
- こしきい／こしい：「ずる賢い」の意味。老人以外にはあまり使わない。
- ごと：「～のように」の意味。しばしば、ごと→ごつ。「ごとく」の変化と思われる。
- こなす：いじめる。竹田などで使われる。
- こびる／こびり：農作業時の間食、おやつ。
- こぶる：かじる、くいつく。

### さ行
- さありゃまなあ：「そうだね」の意味。これはほとんど死語と化している。
- さっちゃ：「強いて」「無理に」「わざと」「しょっちゅう」。日田地方を除く大分県全域で使われる。
- しおふき：アオヤギ（貝の名）。
- しかたもしれん：「（馬鹿らしいほど）つまらない」の意味。
- しかぶる、まりかぶる：子供が排泄を失敗すること。「しかぶる」は特に小用の場合を示す。
- しちくじい：「しつこい」の意味。
- しっとい：七島藺（畳表の材料）。
- じなし：意味のない会話。
- しねっと：人の性格の表裏が激しいさま。ころっと変わるさま。例1：～さんなしねっとしちょん。（～さんは表裏が激しい）　例2：～さんな先生ん前じゃおとなしゅしちょってん、先生のおらんとこじゃとしねっとわりいことんじょうする。（～さんは先生の前では静かにしているが、先生のいないところではころっと変わっていたずらばかりする）
- しゃあしい：「（音が）うるさい」「（作業が煩雑で）嫌だ」の意味。
- しゃかき：榊
- しゃっち・しゃって：「強いて」「無理に」「わざと」「しょっちゅう」の意味。主に日田地方で使う。福岡方言。
- しょうもねえ：「どうしょうもない」「つまらない」の意味。
- しょわしい（せわしい）：「忙しい」の意味。
- じりい：雨の降ったあとで、地面がややぬかるんでいる様子。
- しらしんけん：一所懸命
- しんけん：非常に、とても
- すかんたらしい：「好かん」の強意。「ばされえ好かん」よりもさらにひどい。
- すっちゃんがっちゃん：バラバラに散らばった状態、めちゃくちゃに壊れた状態、どうしようもないほどひどい状況
- ずつねえ：せんない、どうしようもない、身の詰まりだ。
- ずる：物事が先に進むこと。
- すもつくれん：「くだらない」「馬鹿馬鹿しい」の意味。多く年配者が使う。
- せかろしい・せからしい：「（音が）うるさい」。竹田など熊本県に近い地域で使われる。熊本弁「せからしか」が転じた方言。
- せく：「急ぐ」「混む」「逸る」「（水路などを）堰き止める」の意味。
- せごう（せがう）：「いじめる」の意。
- せせろしい：「うるさい」「やかましい」の意。
- せちい：切ない、やるせない、きつい、面倒だ、情けない。
- せど：路地（通常、非常に狭い路地を指す）
- そこらそんばし：適当に、ぞんざいに。

### た行
- たまがった：びっくりした。
- たゆうさん：唄、踊りなどが上手な人への冗談交じりの呼びかけ。
- ちゃあまぁ：驚いた時に思わず出る言葉（「あらまぁ」等）。主に女性が用いる。
- ちゃいねえ：茶色い
- ちちまわす：「何回もぶん殴る」の意味。
- つば：唇
- つぶし：膝。
- つぼ：庭、空き地。
- てれんぱらん：やる気なくだらだらしている様子を表す。竹田方面などでよく使われる。他地域でも「てれんぱれん」などの言い方がある。
- とう：「（手や梯子などが）届く」の意味。
- ～どう：「～達」の意味。
- とうきび：とうもろこし。
- とうてん：とても。
- とぎ：友人。
- とっぱくろ：嘘、ホラ
- どべ：「びり」「最下位」の意味。びびたんとも言う。
- どろよこい：農繁期が落ち着くこと。
- とわずべん：独り言。

### な行
- なおす：「（ものを）しまう」の意味。
- なしか：なんでだ? という意味だが、実際は「なしかえ」と語調を和らげる場合が多い。「夕方なしか」というラジオ番組があり、全県的に知名度が高い。
- なば：きのこ。主に椎茸の肉厚をさす
- なんかかる：大分市より北の地方や竹田・豊後大野で使われる。寄りかかるという意味。鹿児島弁でも使われる。熊本弁では「ねんかかる」と言うようだ。
- なんくりかやす：「裏返す」の強意。
- にき：「ねき」と同様に用いる。
- ねき：「～んねき」の形で使われ、意味は「～の辺り」「～の近所」。
- ねじきね：気難しい、天邪鬼な。またはそのような人。

### は行
- はかわら：墓地。地名や「新」などの後につける場合、しばしば「ばから」と転訛する。例：新墓原（しんばから）
- ばされえ：「もの凄く」の意味だが老人以外あまり使わない。
- はじけえ：ワラくずが袖に入ったりしてちくちくして痒いときや、めざしなどを食べて喉がガサガサするときに使う。「はじかいい」とも言う。
- ばとこ：駐車料金や小作料など、一定の土地を借りて支払う対価。家賃などには使わない。
- はわく：「（ほうきで）はく」の意味。
- びきたん：蛙
- びこ：娘（自分の子とはかぎらない）。
- ひこじる：引きずる。
- ひじい：辛い、きつい、疲れた。
- ひせ：かさぶた。
- ひだりい：「おなかがすいた」の意味。
- びったれ：だらしない・不潔な・汚い人
- ひどる：前を向いたまま下がる動作。加えて、目上の人に対して一歩引いた立場を取る様。
- びびんこ：めだか
- びんびんこ／びびんこ：肩車
- ひりかぶる：おもらしをする事。特に大用を示す。
- ふける：さえずる。この単語は下1段活用ではなく、5段活用である。したがって打消しはふけらん。
- ぶっさめえ：宇佐市で使われている、面倒くさいという意味、「よだきい」に近いだろうか。
- ほかる、ほかす：「捨てる」の意味。
- ほき：崖。または崖道の難所。
- ほたる：「放っておく」「（相手を）そっとしておく」「そのままにしておく」「捨てる」の意味。
- ぼる：「（屋根から雨水が）漏れる」の意味。同じ「漏れる」でも、「話がぼる」などとはいわない。
- ほん：「とても」の意味。早く喋っているときや感情がこもったときに、「ほんに」が詰まったもの。　例：ほんちいせえ（とても小さい）
- ぼん：男の子。
- ほんなこてなあ：「ほんとだね」の意味。「さありゃまなあ」は、本心から「そうだね」と言っているのに対して、「ほんなこてなあ」の場合は相槌のようなものであり、強く同意して「ほんとだね」と言っているわけではない。（否定しているわけでもないが）

### ま行
- まう：回る。
- まん：運。 例：まんがいい
- むげねえ：「かわいそう」の意味。若者にもよく使われる。むげしねぇとも言う。
- めんどしい：恥ずかしい。誤って「面倒くさい」の意味で使う若者も少なくない。
- もうが：馬鍬。
- もな：豊後高田市周辺の市町村で使われる、凄く～という意味（もなおもしれえ/もうなおもしりい→すごく面白い）。

### や行
- やぜねえ：「忙しい」「せわしない」の意。
- やぜんのはなに：途端に。
- ゆんべ／よんべ：昨夜。
- よこう：休憩する。憩うの転訛。
- よだきい：めんどう、つかれたなどの気持ちを表す、県全体、多くの世代が使う[17]。語源は平安時代の「よだけし」。宮崎弁でも使われる。

### わ行
- わやく：「いたずら」の意味。
- わくど：蛙。
- われ：あんた、お前さんといったニュアンスの呼びかけ。男性が用いる。中部では「貴様」のニュアンスの場合もある。地域によって意味するものが「お前さん」と「貴様」の場合があるので、注意が必要。

## 大分弁に関連した人物・作品など
- 風のハルカ
- 47都道府犬 - 声優バラエティー SAY!YOU!SAY!ME!内で放映された短編アニメ。郷土の名産をモチーフにした犬たちが登場する。大分県は、椎茸がモチーフの大分犬として登場し、「頭が笠でなっ、菌類でなっ、ぶちゃいくでなっ、ほんでなぁ…」などと話す。声優は、大分県出身の岩男潤子が担当している。
- バサジィ大分 - チーム名が大分弁に由来する。